# Poul Holsøe
Poul Holsøe, född 20 november 1873, död 14 juni 1966, var en dansk arkitekt. Han var kusin till Carl Holsøe.
Holsøe blev stadsarkitekt i Köpenhamn 1925, och konstakademins direktör 1931. Han har uppfört ett flertal offentliga och privata byggnader, bland annat Helsingörs slakthus, planerat trädgårdsstadsområdet Grøndalsvænge med mera.

## Utmärkelser
- Eckersbergmedaljen,  1920[2]
- Riddare av Dannebrogorden,  1925[4]
- Dannebrogsmännens hederstecken,  1930[4]
- Kommendör av Dannebrogorden,  1940[4]

[Redigera Wikidata]